# Spiralkollektor

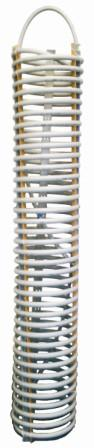
Beispiel eines Spiralkollektors

Ein Spiralkollektor ist eine besonders platzsparende Bauform eines oberflächennahen Erdwärmekollektors. Sie werden zur Wärmegewinnung aus den oberen Erdschichten eingesetzt, welche meist in Verbindung mit einer Wärmepumpenheizung zum Heizen oder Kühlen genutzt wird. Die VDI-Richtlinie 4640-2 erwähnt Spiralkollektoren, allerdings ohne konkrete Aussagen über Ausführung und Auslegung.

## Aufbau/Funktion
Ein Spiralkollektor besteht meist aus einem Kunststoffrohr, welches mit Hilfe von Halteschienen zu einer stabilen Spirale geformt wird. Die Größe des Spiralkollektors hängt immer mit dem Anwendungsgebiet zusammen, aber im Normalfall beträgt die Höhe zwischen 2,5 und 3,0 m und einen Durchmesser von ca. 0,5 m. Trotz kompakter Bauweise kann ein Spiralkollektor eine Entzugsleistung von mindestens 0,35 kW liefern. Die tatsächlich mögliche Entzugsleistung hängt von den Gegebenheiten des Erdreichs ab. Versickerndes Regenwasser kann die Entzugsleistung stark erhöhen. 
Der Kollektor wird meist mit einem Gemisch aus Wasser und Frostschutzmittel befüllt. Projekte in wasserwirtschaftlich sensiblen Gebieten sind mit besonderen Auflagen der örtlichen Behörden versehen, welche speziell angefragt werden müssen.
Die in einem Kreislauf eingebundenen Spiralkollektoren werden mit Hilfe von einer Umwälzpumpe mit der Wärmeträgerflüssigkeit durchströmt. Hierbei wird über die Wandung der Kunststoffrohre die Wärme dem Boden entzogen und zur Wärmepumpe transportiert, wo sie dann genutzt werden kann (siehe Funktion Wärmepumpe). Um die Wärmeaufnahme zu garantieren, muss die von der Wärmepumpe kommende
Flüssigkeit kühler als das Erdreich um den Kollektor sein. Die Wärmeträgerflüssigkeit erwärmt sich in der Sonde, kann jedoch nicht wärmer als der Boden werden.

## Einbau
Der Einbau der Spiralkollektoren ist standardmäßig senkrecht und besitzt je nach Kollektorhöhe eine Einbautiefe von 3,5 bis 4,5 m. Die Bohrungen werden mit Hilfe einer Bohrschnecke durchgeführt. Die Überdeckung des Kollektors reicht von 1 bis 1,5 m. In Abhängigkeit von den örtlichen Verhältnissen können Spiralkollektoren auch liegend verlegt werden. Dieses kann erforderlich sein, wenn harter oder felsiger Untergrund ab einer Tiefe von ca. 2 m vorhanden ist. Die Überdeckung der Kollektoren sollte dann wenigstens 1,5 m betragen.

## Vorteile
- Geringer Platzbedarf
- Kühlfunktion möglich
- Schnelle Ausführung
- Alternative bei behördlichem Verbot von Tiefensonden